# Дордон (департамент)
Дордон (на френски: Dordogne) е департамент в региона Нова Аквитания, югозападна Франция. Департаментът е създаден по време на Френската революция на 4 март 1790 г. върху част от територията на дотогавашната провинция Перигор и получава името на река Дордон. Площта му е 9060 km², а населението – 412 082 души (2009). Административен център е град Перигьо.
Граничи с департаментите От Виен на североизток, Шарант на северозапад, Корез на изток, Ло на югоизток, Жиронд на югозапад, Лот е Гарон на юг, Шарант Маритим на запад.

## Забележителности
- Бирон – замък в долината на река Лед.
- Комарк – замък, наречен „Забравената крепост“.